# Colomán Trabado
Colomán Trabado ( * 2. ledna 1958) je bývalý španělský atlet, jehož hlavní disciplínou byl běh na 800 metrů.
Největších úspěchů dosáhl na halových soutěžích v běhu na 800 metrů. V roce 1982 vybojoval bronzovou medaili v této disciplíně na halovém mistrovství Evropy. O rok později na evropském halovém šampionátu v běhu na 800 metrů zvítězil. Kompletní medailovou sbírku završil ziskem stříbrné medaile na této trati na halovém mistrovství Evropy v roce 1986. Životní úspěch pro něj představoval titul mistra světa v běhu na 800 metrů na halových halových hrách v roce 1985. Osobní rekord na této trati 1:45,14 dosáhl v roce 1984.